# In the Middle
Az In the Middle (magyarul: Középen) Natalia Barbu moldáv énekesnő dala, mellyel Moldovát képviselte a 2024-es Eurovíziós Dalfesztiválon Malmőben. A dal 2024. február 17-én, a moldáv nemzeti döntőben, az Etapa Națională-ban megszerzett győzelemmel érdemelte ki a dalversenyen való indulás jogát. Ez a dal volt sorozatban az ötödik moldáv nevezés az Eurovíziós Dalfesztiválra, melyet olyan énekes adott elő, aki már korábban is szerepelt a nemzetközi versenyen.

## Eurovíziós Dalfesztivál
2023. december 26-án jelentette be a Teleradio-Moldova, hogy az énekesnő dala is bekerült az Etapa Națională elnevezésű nemzeti döntő mezőnyébe. A dal február 17-én megnyerte a dalválasztó műsort, ahol a szakmai zsűri, valamint a nézői szavazatok együttese alakította ki a végeredményt. A zsűrinél az első, míg a közönség listáján a második helyet érte el, és összesítésben megnyerte a versenyt, így ez a dal képviselhette Moldovát az Eurovíziós Dalfesztiválon.
A dalt először a május 7-én rendezendő első elődöntőben fellépési sorrendben tizenegyedikként adták elő, a Finnországot képviselő Windows95man No Rules! című dala után és a Svédországot képviselő Marcus & Martinus Unforgettable című dala előtt. Az elődöntőben a nézői szavazatok pontjai alapján nem került be a dal a május 11-én megrendezésre került döntőbe.

## Galéria

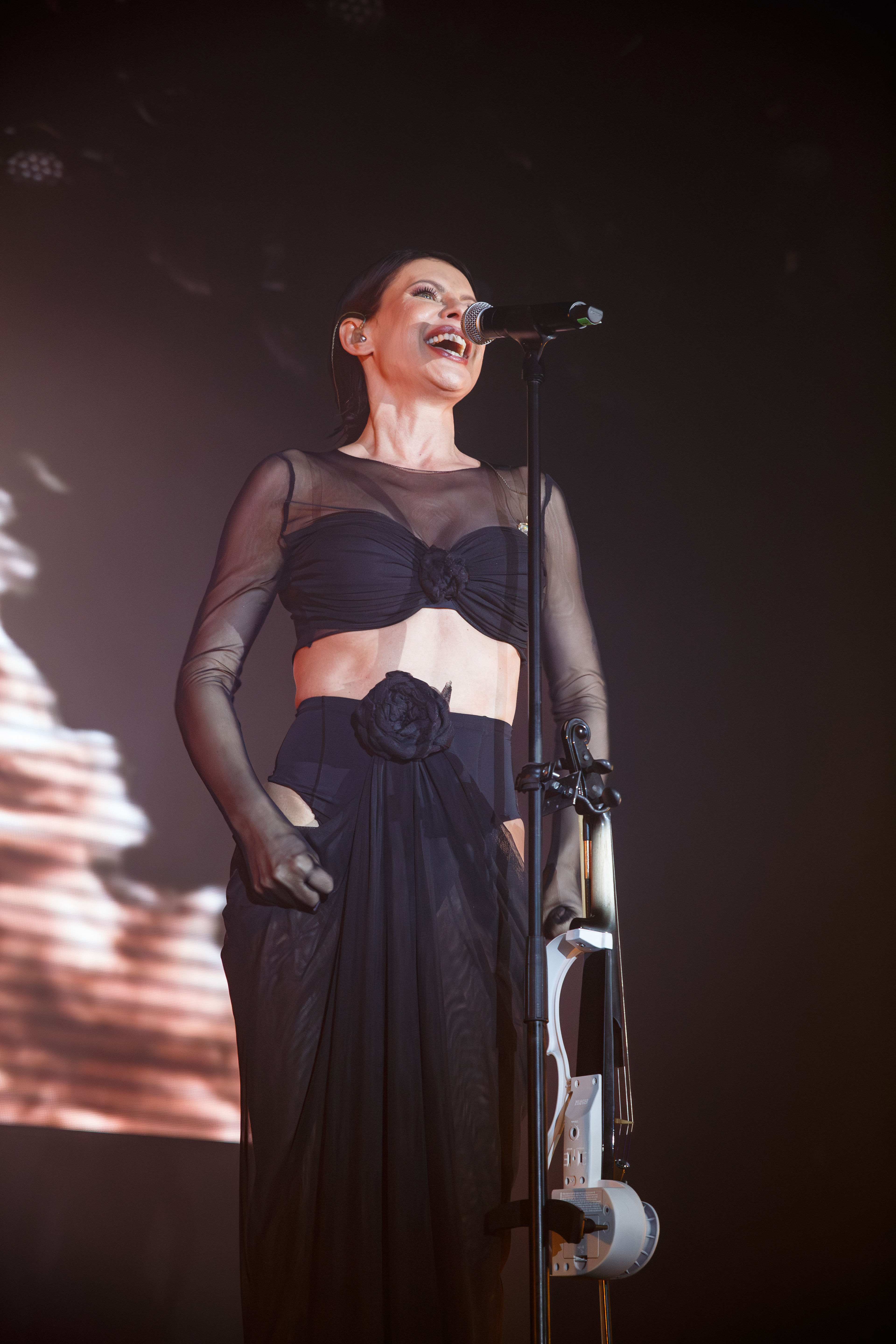
A madridi Eurovíziós partin
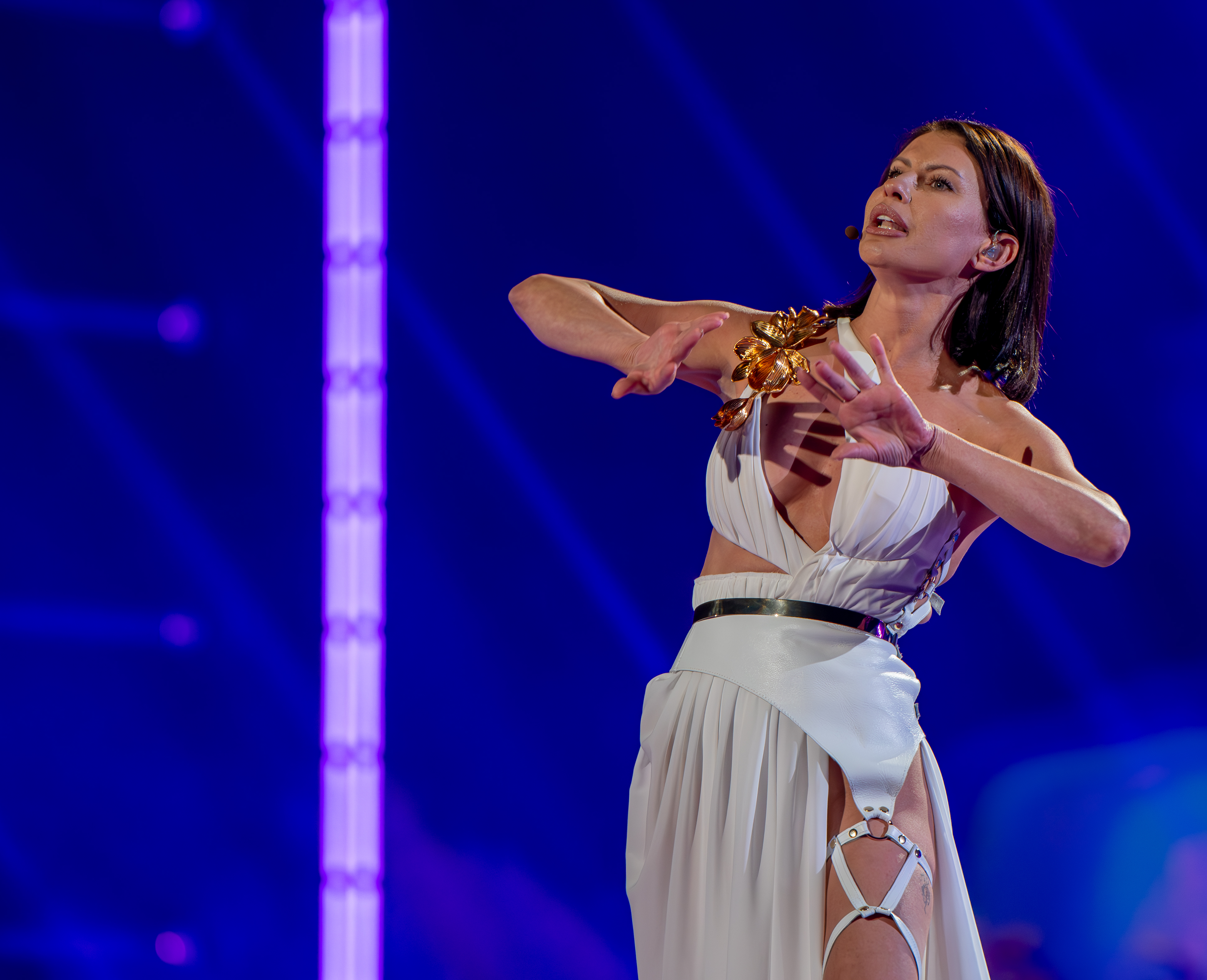
Az elődöntőben